# Диафрагмальное дыхание

Диафрагмальный (брюшной) тип дыхания у человека

Диафрагмальное (брюшное) дыхание (лат. respiratio diaphragmatica) — тип дыхания человека, активное участие в котором принимает грудно-брюшная часть диафрагмы. Осуществляется преимущественно за счёт сокращения диафрагмы и брюшных мышц. Характерно для физиологического дыхания мужчин.

## Характеристика
Диафрагма имеет в расслабленном состоянии форму купола. При сокращении мышц диафрагмы купол становится плоским, в результате чего объём грудной полости увеличивается, а объём брюшной полости уменьшается. При расслаблении мышц диафрагма принимает исходное положение за счёт её упругости, перепада давления и давления органов, находящихся в брюшной полости.